# 托馬什皮爾 (赫梅利尼克區)
托馬什皮利（羅馬化：Tomashpil）是烏克蘭西南部文尼察州赫米利尼克區赫梅利尼克市鎮的村莊，面積2.4平方公里，海拔高度269米，2001年人口595，人口密度每平方公里247.92人。